# Sapieha

Grande stemma della famiglia Sapieha Wielki (1858-1859)

Il casato dei Sapieha, nobile famiglia d'origine lituana che discende dai boiardi di Smolensk e Polotsk, fu fra i più potenti della Confederazione Polacco-Lituana.

## Storia

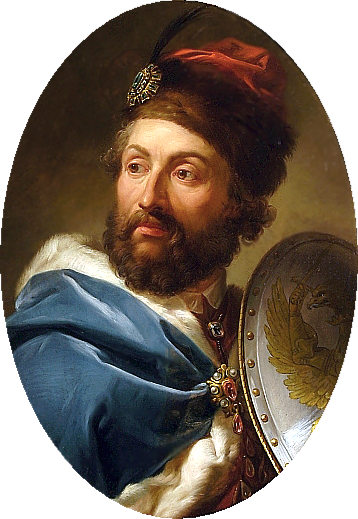
Ritratto di Casimiro IV di Polonia di Marcello Bacciarelli

Le prime testimonianze confermate della famiglia Sapieha risalgono al XV secolo, quando Semen Sopiha (Сямён Сапега) fu menzionato come scrivano del re di Polonia e granduca di Lituania, Casimiro IV Jagellone nel 1441-1449. Semen ebbe due figli, Bohdan e Iwan, dai quali ebbero origine due rami della famiglia. È possibile che la famiglia di Semen Sopiha possedesse il villaggio di Sopieszyno vicino a Danzica, che lasciò a causa dell'invasione teutonica. 

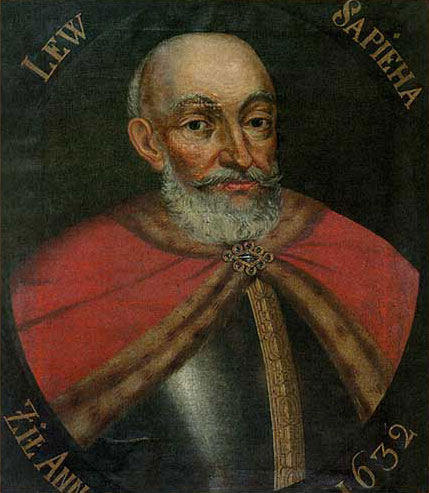
Lew Sapieha, gran cancelliere e gran hetman di Lituania

Il creatore della fortuna e del potere della famiglia Sapieha fu il cortigiano, gran cancelliere e gran hetman di Lituania, Lew Sapieha. Attraverso l'eccellente gestione dei beni ereditati, nuove sovvenzioni reali e matrimoni appropriati con le famiglie Chodkiewicz, Hlebowicz e Połubiński, la famiglia Sapieha raggiunse la sua importanza tra le famiglie della Repubblica di Polonia.
Nel XVII secolo, i Sapieha erano una forza formidabile, davanti alla quale anche il re a volte doveva piegarsi. I Sapieha hanno governato di diritto in Lituania, impartendo ordini a loro discrezione al Sejmik e al tribunale, perseguendo ed eliminando persone che non gradivano. Lo scoppio della guerra civile, che si concluse con la sconfitta dei Sapieha presso l'Olkeniki (18 novembre 1700), portò alla condanna di tutti i Sapieha, alla privazione di uffici e patrimoni e all'esilio eterno dallo Stato. I Sapieha si sono rivolti alla mediazione di Augusto II, che li fece riconciliare con la nobiltà. Inizialmente i Sapieha professavano l'ortodossia, ma durante il XVI e l'inizio del XVII secolo la famiglia si convertì alla religione cattolica.

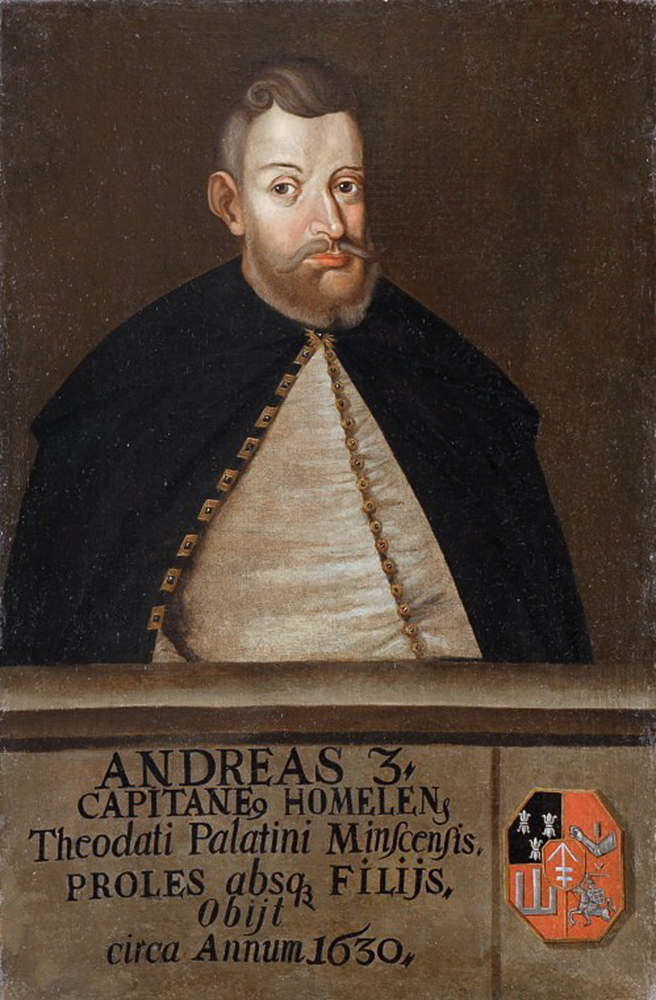
Andrej III Sapieha nel 1709

Nel 1572, Mikołaj Pawłowicz Sapieha, governatore di Minsk e Vicebsk, ricevette dall'imperatore Rodolfo II il titolo di conte. Nel 1633 Jan Stanisław Sapieha, il grande maresciallo lituano, ricevette dall'imperatore Ferdinando III il titolo di principe, ma rifiutò di accettare questo titolo e morì senza figli. Il 14 settembre 1700, Michał Franciszek Sapieha ottenne il titolo di Principe dall'imperatore Leopoldo I ma morì celibe nello stesso anno. Non avendo alcun diritto formale sul titolo principesco, i Sapieha lo usarono in quel momento, sostenendo di discendere dai governanti della Lituania. Nel 1768, il Sejm polacco, riconoscendo questa genealogia, riottenne il riconoscimento del titolo principesco. Dopo le partizioni della Polonia, la famiglia venne nuovamente autorizzata a fregiarsi del titolo di principe nel Regno di Polonia dal 1824. Il titolo venne riconosciuto anche in Austria nel 1836 e nel 1840, ed in Russia nel 1874 e nel 1901. Nel 1905, la famiglia ottenne anche la qualifica di Altezza Serenissima in Austria.
Le proprietà dei Sapieha in Russia, incluso il castello di Bychaŭ, furono confiscate per la loro partecipazione alla rivolta del 1830-31.

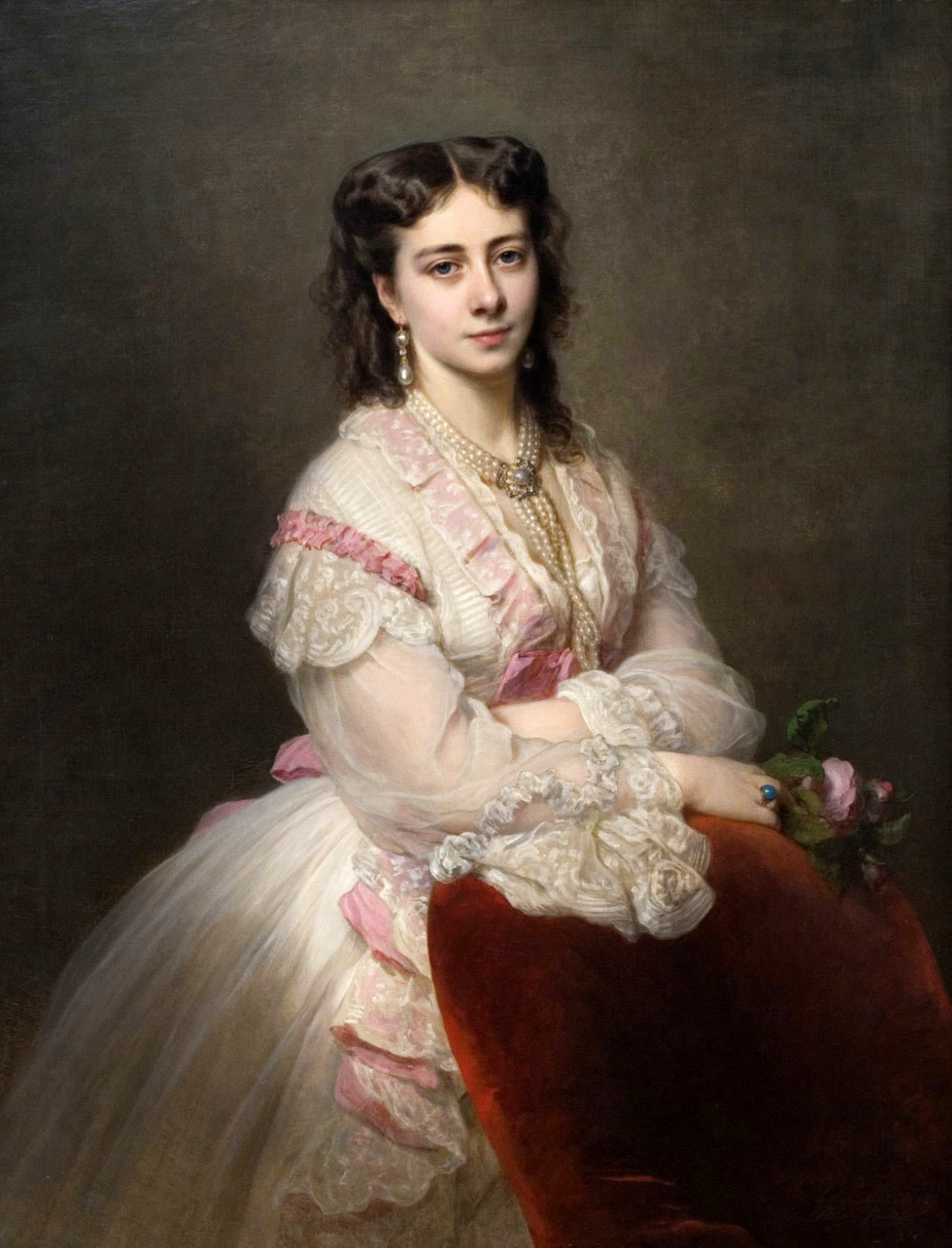
La principessa Maria Branicka, nata Sapieha, ritratta da Franz Xaver Winterhalter nel 1865

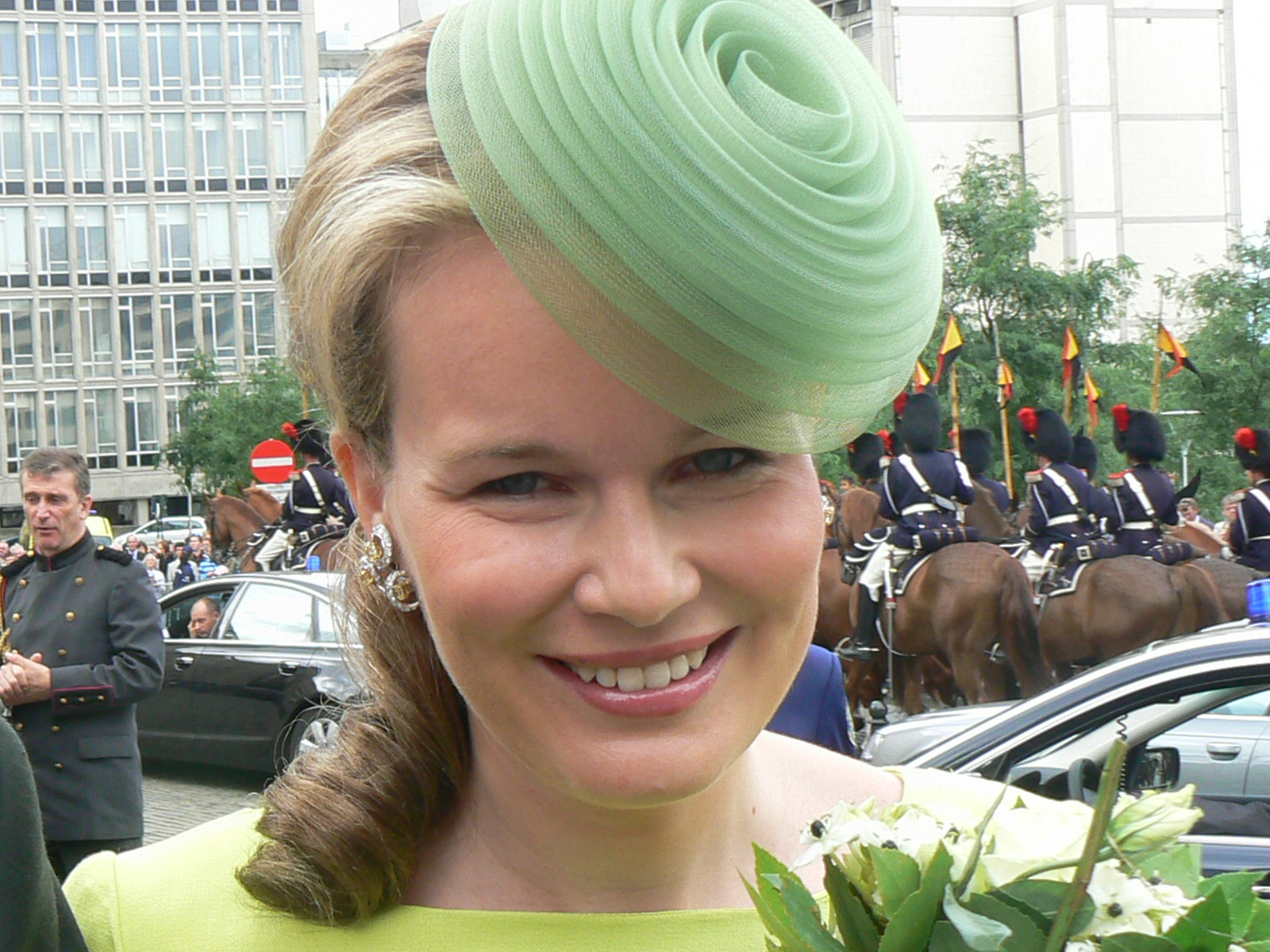
Mathilde d'Udekem d'Acoz fotografata nel 2008

La nonna materna della regina del Belgio Mathilde d'Udekem d'Acoz era un membro della famiglia Sapieha.

## Palazzi

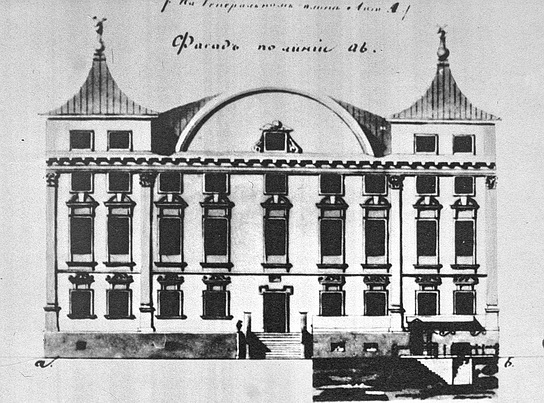
Palazzo Sapieha a Vilnius
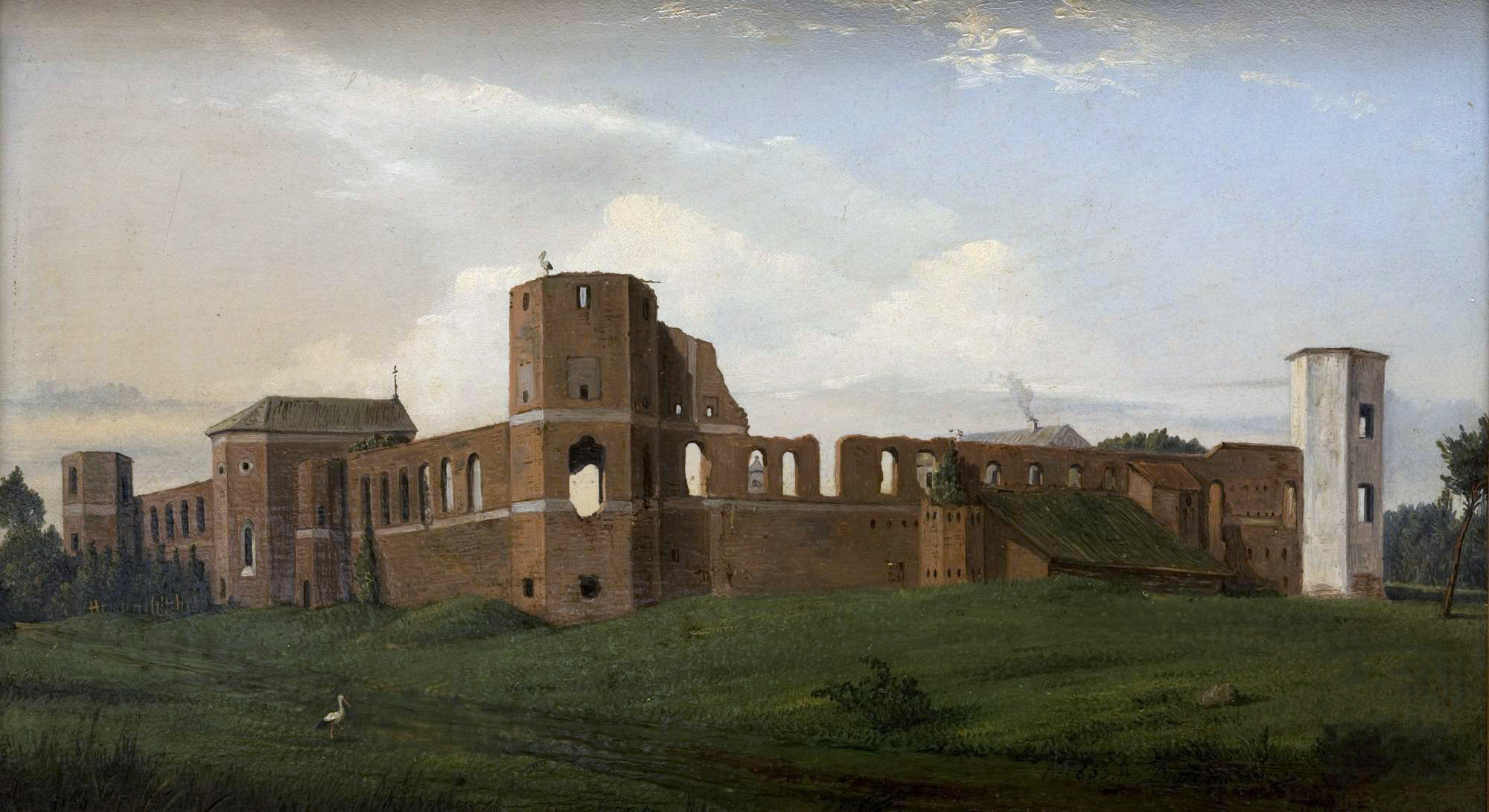
Rovine del castello di Holszany (1853)
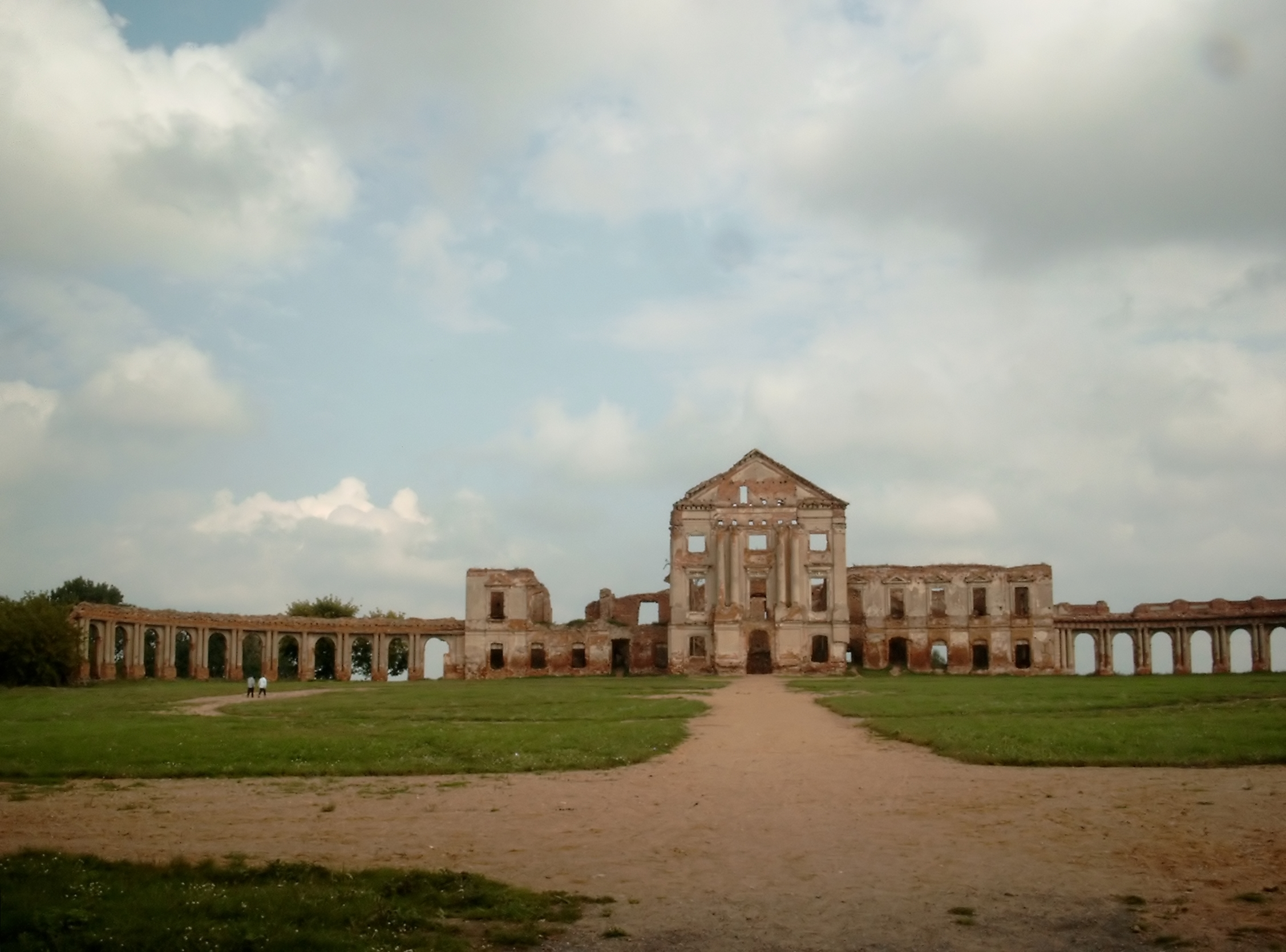
Palazzo di Aleksander Sapieha a Ružany
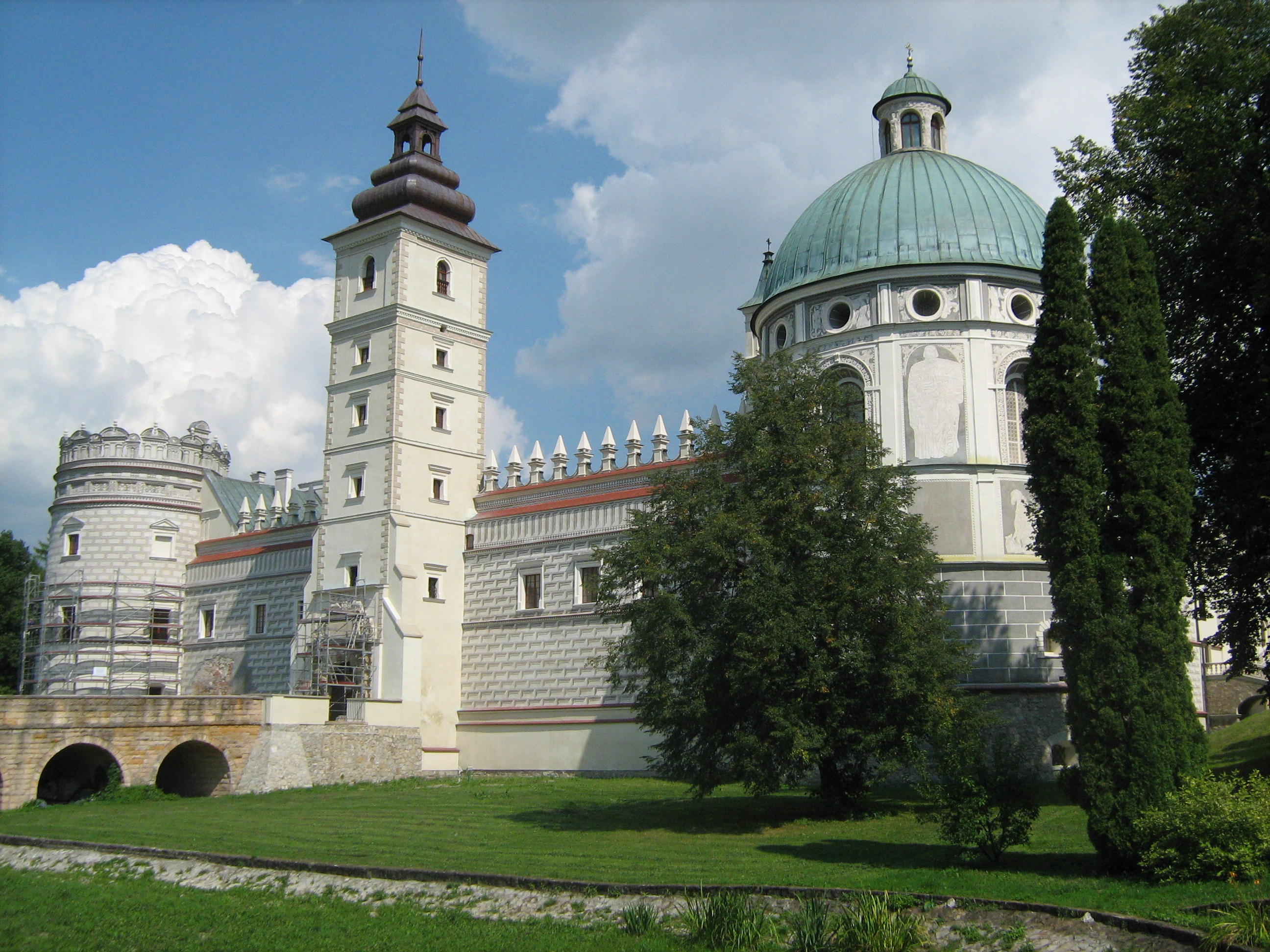
Castello di Krasicki e Sapieha a Krasiczyn
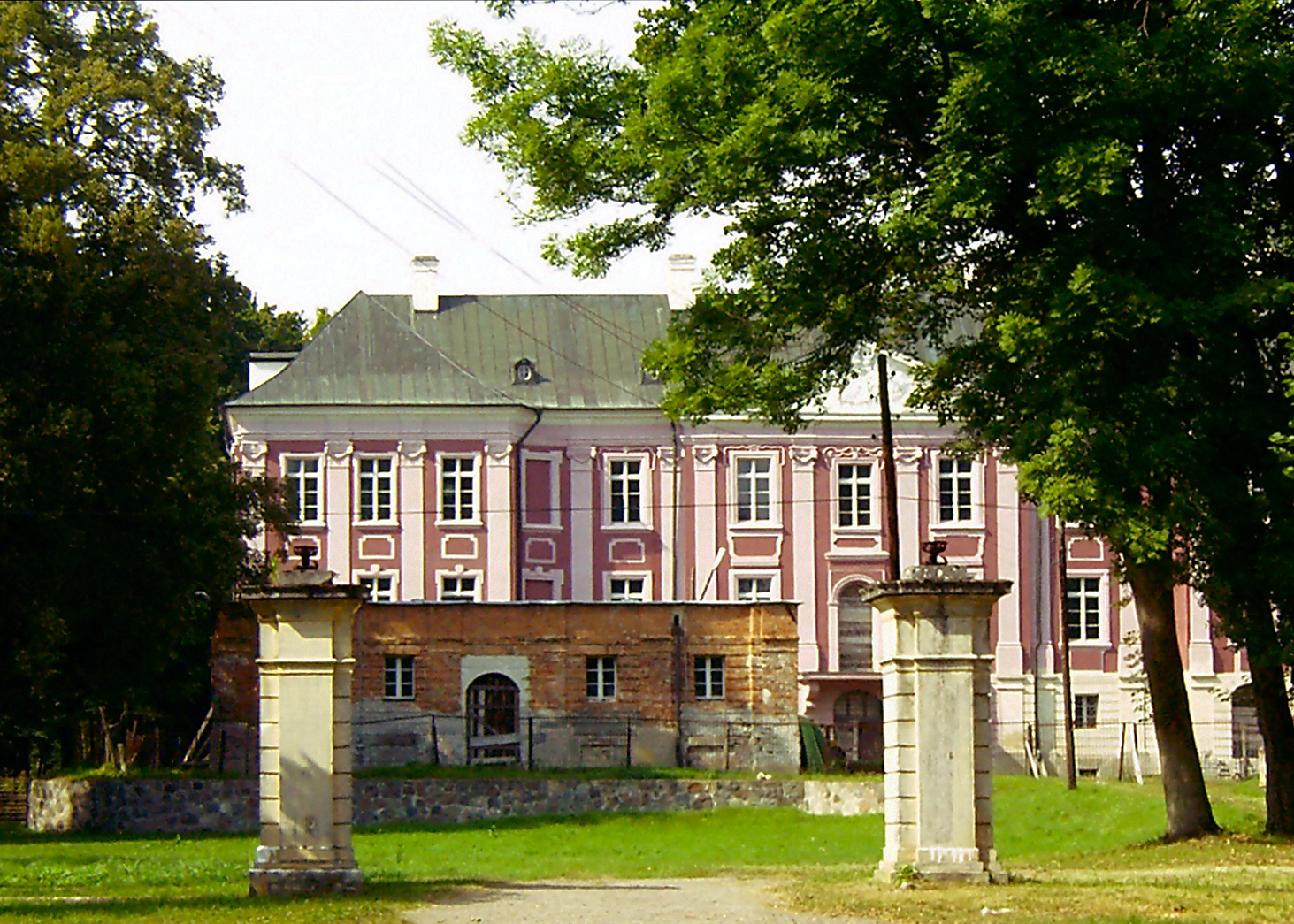
Palazzo Sapieha a Wieleń
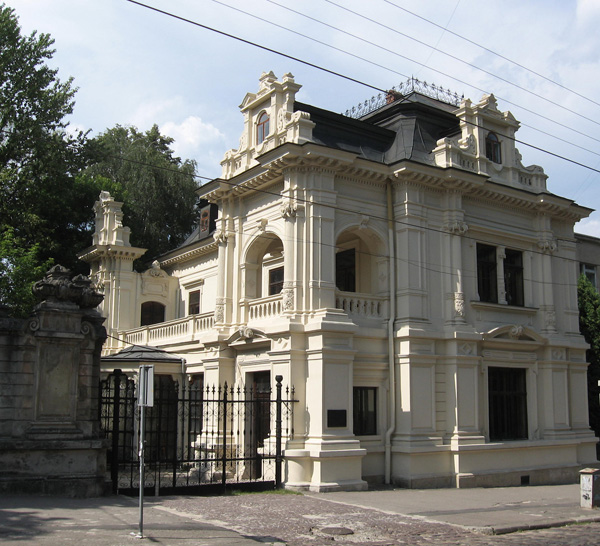
Palazzo Sapieha a Leopoli
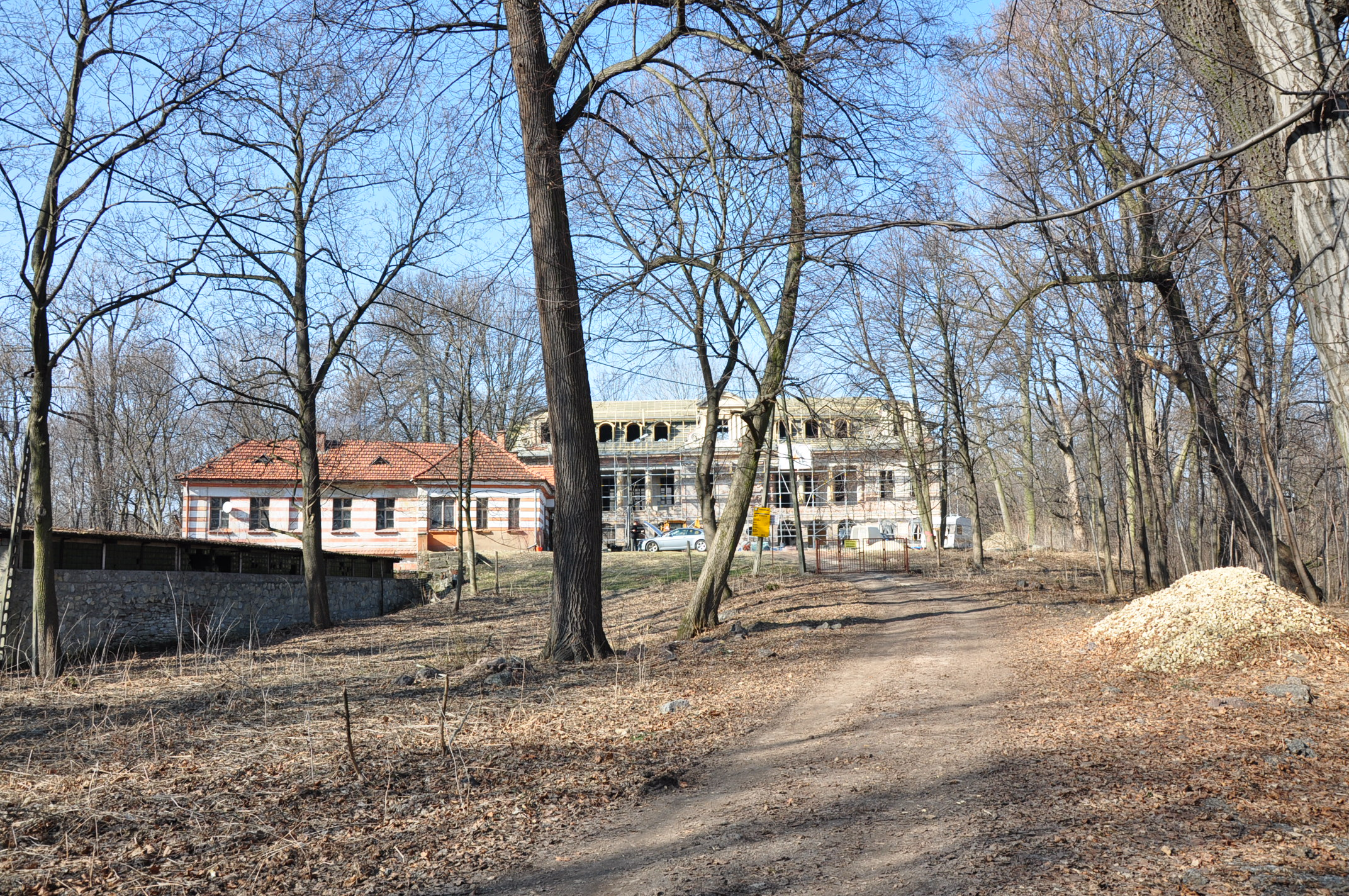
Palazzo a Bobrek
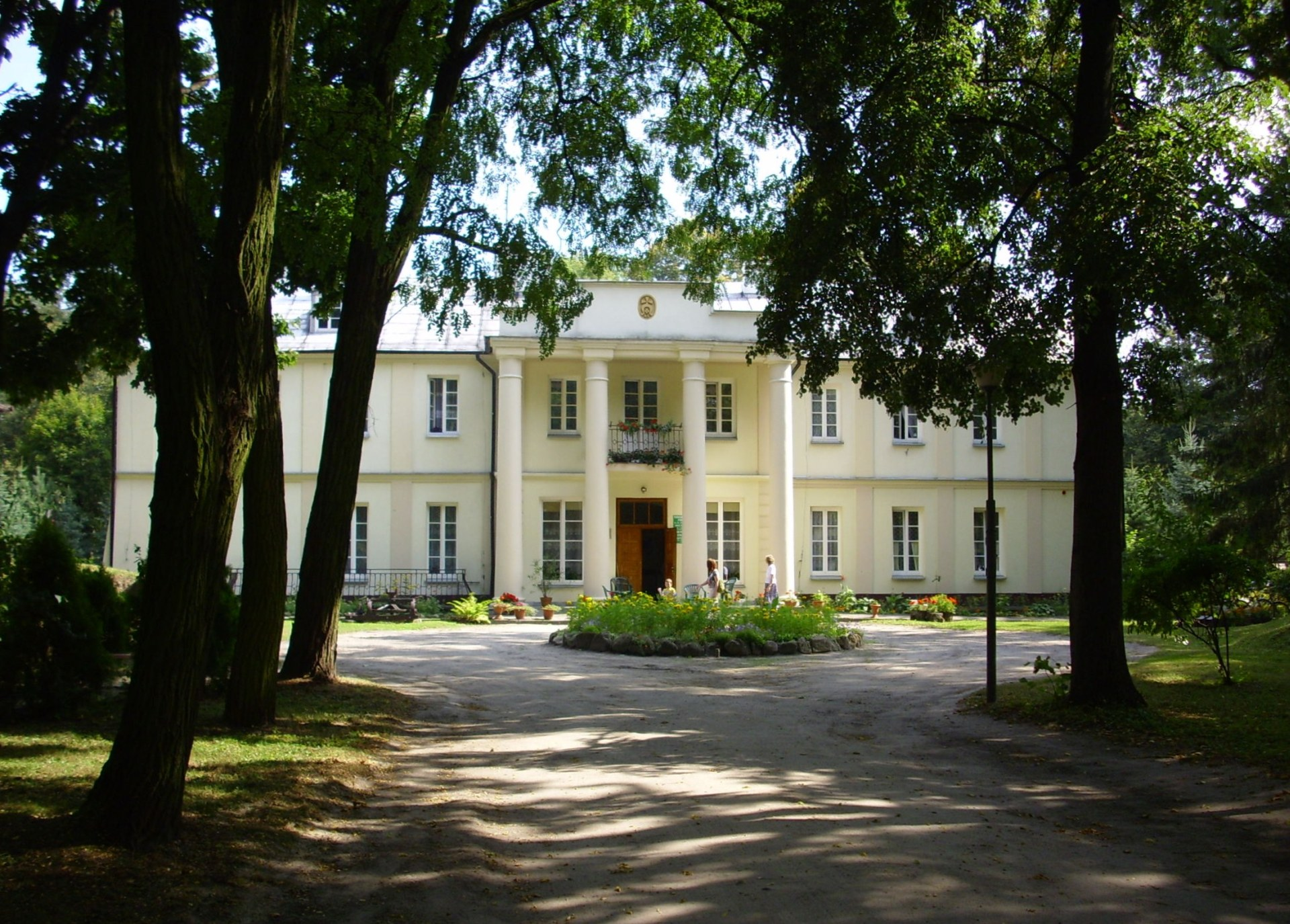
Palazzo "Placencja", residenza estiva a Kodeń
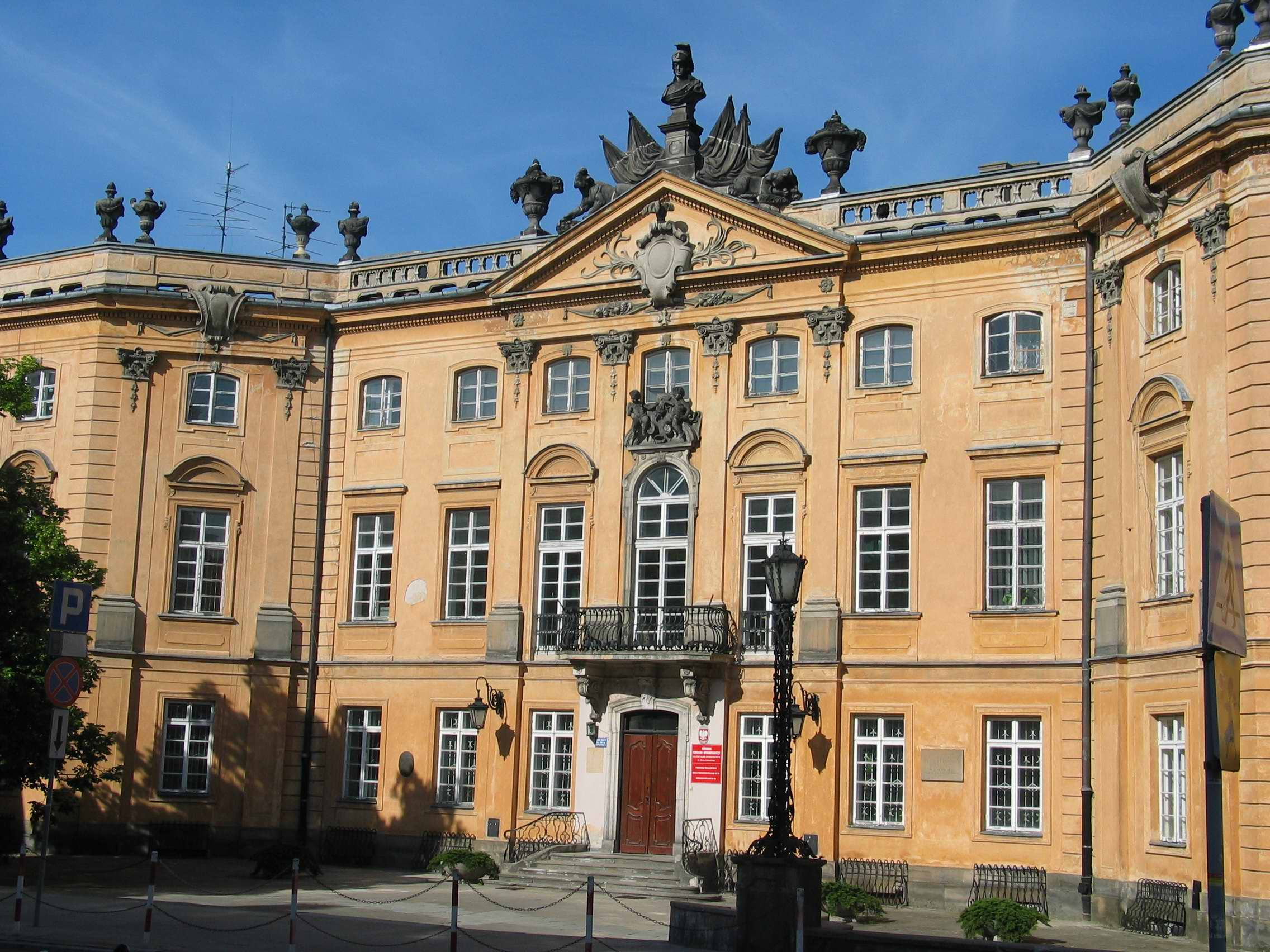
Palazzo di Jan Fryderyk Sapieha a Varsavia
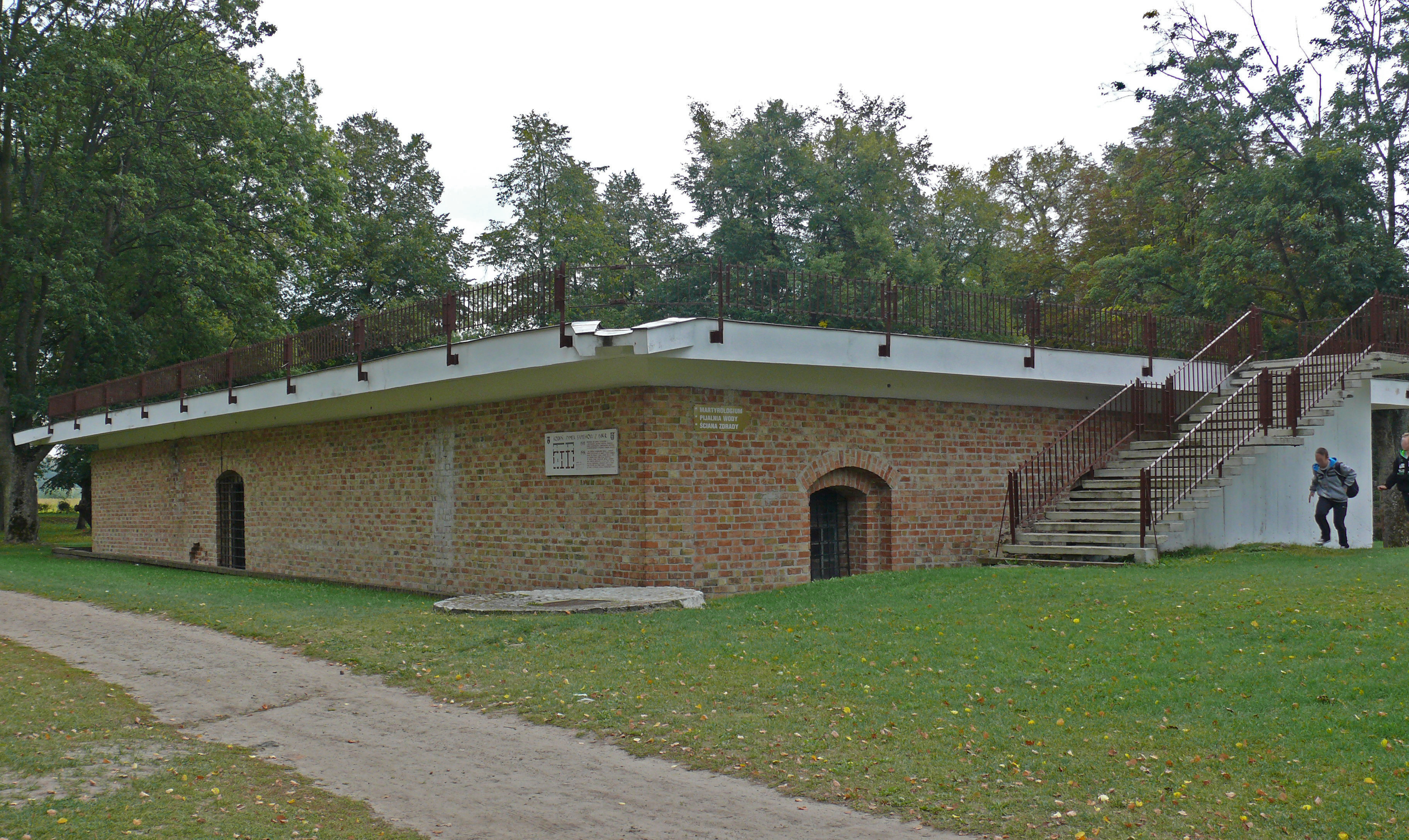
Resto del castello a Kodeń
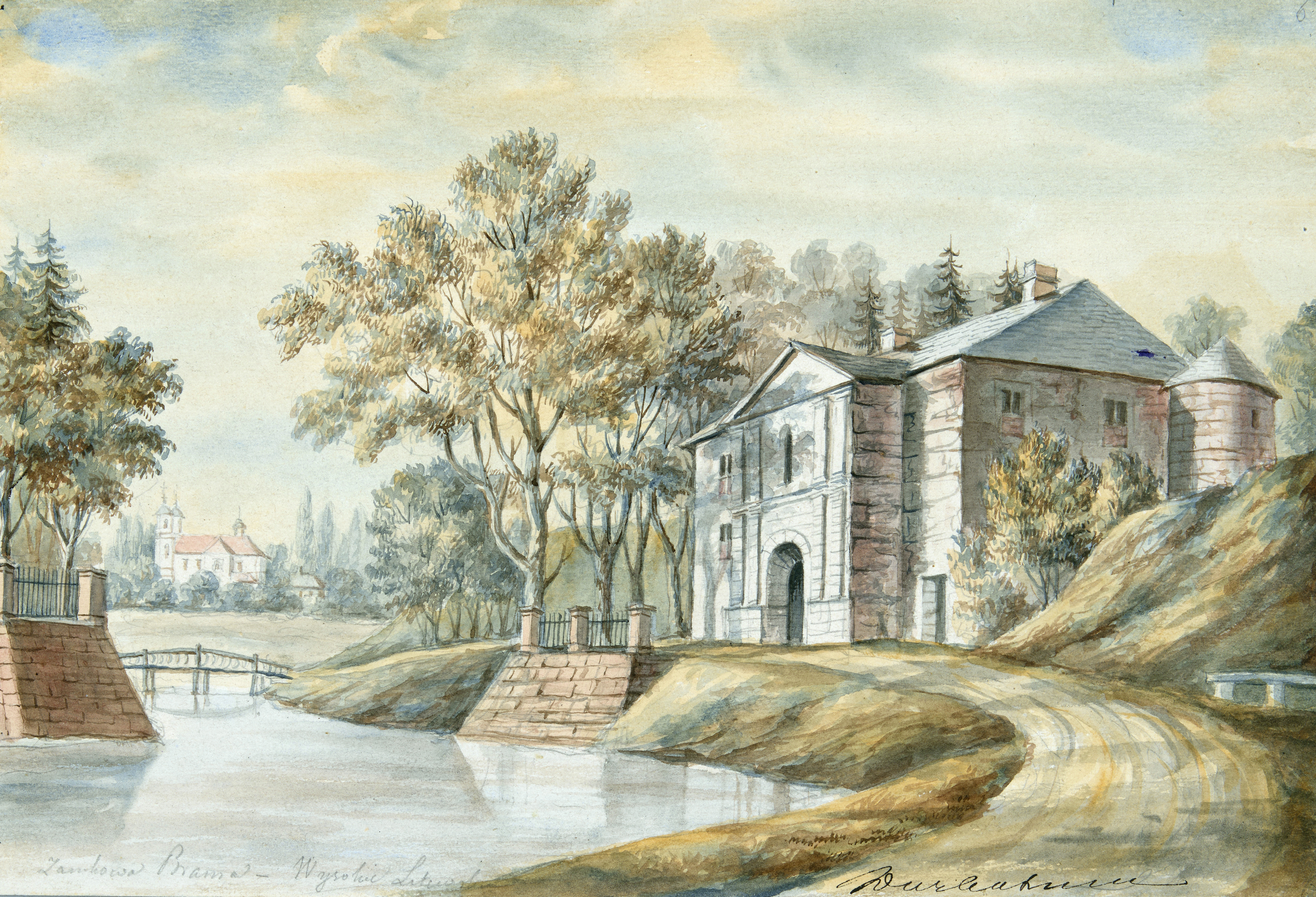
Castello a Wysokie
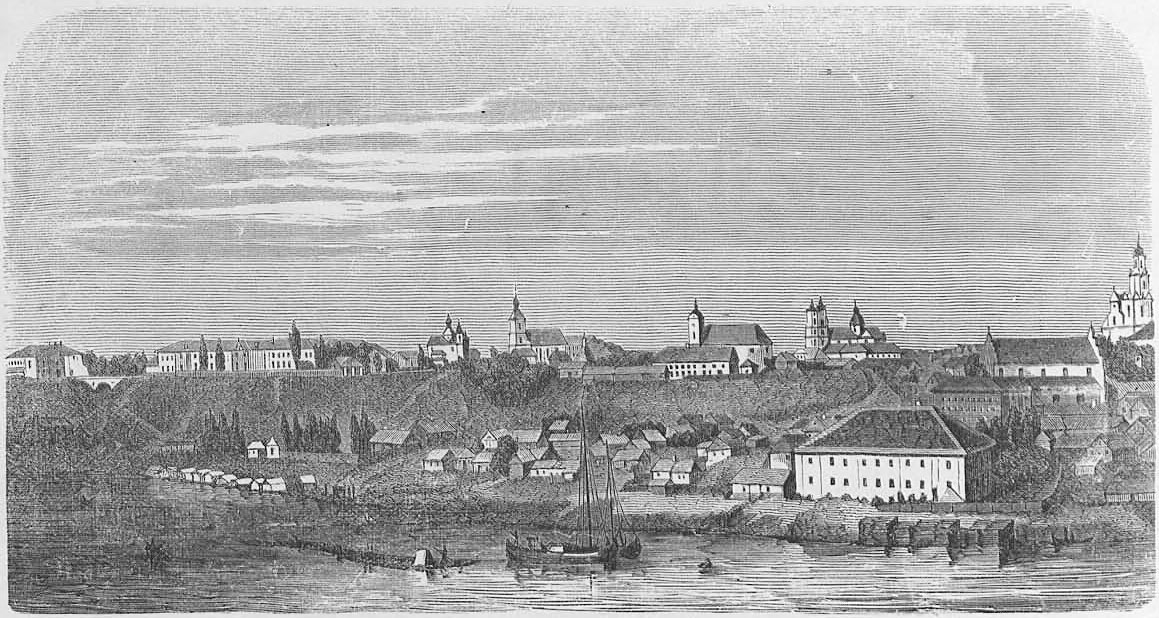
Palazzo a Hrodna